# 心 (1973年の映画)
『心』（こころ）は、1973年に公開された新藤兼人監督の日本映画。

## 概要
近代映画協会と日本アート・シアター・ギルド（略称：ATG）が提携し、夏目漱石の小説『こゝろ』を映画化した。
ただし、原作に依拠しながらも、時代設定は映画制作当時のものとし、脚色や改変がなされている。

## あらすじ
20歳の大学生Kは、東京都文京区の本郷にある古い家を訪れ、世帯主のM夫人に、空き部屋を貸してほしいと頼む。
下宿ではなかったが、海軍にいた夫を太平洋戦争で失い遺族年金で暮らしているM夫人は、Kが父親の遺産を相続すると知り部屋を貸すことに決める。
Kが住むことになった部屋には、「空」と書かれた掛軸が飾られていた。
裁縫が得意なM夫人は、一人娘でデザイン学校に通う妖艶なI子と暮らしていた。I子はピアノが得意で、ベートーヴェンの『月光』をよく弾いていた。常に和服を着ている古風なM夫人と、スタイリッシュな洋服を着こなす現代的なI子は、価値観も対照的であった。早々にI子を結婚させたいM夫人は、幾度も見合いを組むが、いつも失敗に終わっていた。
Kは、生活に困窮している中学時代からの親友Sを、自分の隣の部屋に住まわしてほしいとM夫人に頼む。同居生活を危惧したM夫人は反対したが、Kの強い説得に押され止む無く許可する。
M夫人には隠していたが、Sは学生運動に身を投じ、警察に逮捕された前科があった。
ほどなくして、夏休みとなったKとSは、I子とM夫人を連れて長野県の蓼科高原へ旅行に出かける。森でピクニックをしたり、川で釣りをしたりして楽しい日を過ごした。
M夫人は先に帰り、3人は白樺の林を散歩していたが、Kは一人取り残された。2人を探したKは、茂みから出てくるSとI子を目撃してしまう。
翌朝、I子から蓼科山に登ってみるよう促されたSは奮い立ち、一人で登り始めた。双眼鏡で確認したI子だが、Sを見失ってしまった。山小屋で夕食の準備をしていると、ようやく疲れ切ったSが戻ってきた。
本郷に帰宅してから、Kを呼び出したSは、I子を愛してしまったことを明かした。まだI子自身には告白していないと知ったKは翌日授業を休み、Sが大学へ行っている間にI子を妻にしたいとM夫人に願い出る。
それを受け、M夫人はI子との結婚を承諾した。
このことをSに打ち明けないまま数日が経ち、Kは落ち着かなくなっていた。そんなKに対し、M夫人はI子との結婚が決まったことをSに話したと告げる。その時のSの反応をM夫人に尋ねると、喜んでくれたようだと答えた。
その夜、悪夢にうなされて起きたKが、異変を感じ隣の部屋に入ってみると、Sは剃刀で首を切り襖に飛び散るほど大量に出血した状態で死んでいた。机の上には、Kに宛てた遺書が置かれていた。
電報で呼び出されたSの父は、荼毘に付されたSの遺骨を持ち帰っていった。
結婚したKは、I子と再び蓼科を訪れる。その後、暗い結婚生活を送ったKは、病に倒れたM夫人を看病した。M夫人は臨終間際、「お幸せに」と一言残した。
Sを忘れられないKは、分かれ道となった蓼科山を登っていくのだった。

## 出演
- K - 松橋登
- S - 辻萬長
- I子 - 杏梨
- M夫人 - 乙羽信子
- Sの父 - 殿山泰司
- アベックの男 - 荒川保男
- アベックの女 - 小竹外登美

## 備考
- 役名のKとSは、部屋の掛け軸に書かれた「空」の読み、「から：Kara」「そら：Sora」にかかっている。

- 大学の講堂に見立てて撮影された建物は、1977年に解体された旧東京都美術館である。

- 2019年、キングレコードから「ATGライブラリー 廉価シリーズ」の一つとしてDVDが再リリースされた[3]。